# UnixODBC
unixODBC是一个实现開放資料庫互連（ODBC）API的开源项目。该代码基於GNU GPL/LGPL授權，可以在大部分的Unix、Linux、Mac OS、IBM OS/2和微軟的Interix上建構和使用。
该项目的目标包括：
- 以最少的代码更改，为开发人员提供将Microsoft Windows ODBC应用程式移植到其他平台的工具。
- 以供应商中立的介面資料库SDK維護項目
- 为编写ODBC驱动程序的工程師提供将其驱动程序移植到非Windows平台的工具
- 为用户提供一组GUI和命令行工具来管理他们的資料库存取
- 保持自由软件社区和商业数据库供应商的關係，确保互用性

## 历史

### 1999年
unixODBC项目于1999年初开始，由Peter Harvey建立，当时iODBC（另一个开源ODBC实例）的开发人员不愿意將代码以LGPL授權，擴充API以符合目前ODBC 3 API規範，并且不想增加基于GUI的設置工具。 iODBC现在補齊前者所缺，并且使用ODBC接口的应用程序可以同时使用iODBC和unixODBC，在大多数情况下无需更改，因为这两个项目都遵循同一個ODBC規範。

### 1999年7月
一開始的驱动管理器非常基础，在项目开始后不久， Easysoft （页面存档备份，存于）的Nick Gorham重写了驱动管理器。Nick于1999年7月担任该项目的领导，和Peter Harvey继续對代码提供支援。
unixODBC的开发自诞生之日起就取得了进展，有许多开发人员都做出了贡献，包含开源社区和商业数据库公司，例如IBM、Oracle Corporation和SAP，也包含在许多Linux发行版的标准安装中。

### 2009年
unixODBC项目被分成几个不同的项目（都托管在SourceForge上）：
- unixODBC （页面存档备份，存于）（“核心”和“开发”bits）
- unixODBC-GUI-Qt （页面存档备份，存于）（基于Qt的GUI bits）
- unixODBC-Test （页面存档备份，存于）（多个测试框架）

這些拆分是为了更快地发布支援，同时維護核心代码的稳定性和一致性。

## 外部連結
- unixODBC官方網站 （页面存档备份，存于）
- UnixODBC & MySQL範例程式 （页面存档备份，存于）